# 재커리 타이 브라이언
재커리 타이 브라이언(영어: Zachery Ty Bryan, 1981년 10월 9일 ~ )은 미국의 배우이다.

## 출연 작품
- 나의 작은 시인에게 (2018)
- 다크 투어리스트 (2012)
- 프라울 (2010)
- 트렁크 (2008)
- 아나폴리스 (2006)
- 패스트 & 퓨리어스 - 도쿄 드리프트 (2006)
- 게임 오브 데어 라이브스 (2005)
- 베로니카 마스 (2004)
- 러스틴 (2001)
- 사랑은 언제나 좋아 (2001)
- 헬드 포 랜섬 (2000)
- 캐리 2 (1999)
- 트루 하트 (1997)
- 리틀 프레지던트 (1996)
- 매직 아일랜드 (1995, Magic Island)
- 빅풋: 언포게터블 인카운터 (1994)
- 아빠 뭐하세요 (1991)